# HKTバラエティー48
『HKTバラエティー48』（エイチケーティー バラエティー フォーティエイト）は、2012年6月25日から2019年9月30日まで九州朝日放送で放送されていた深夜バラエティ番組である。

## 概要
毎月最終日曜日の翌日未明（毎月最終日曜日の深夜）に放送されていたHKT48の冠番組。HKT48のほか、福岡のローカルタレントであるコンバット満と、小雪が出演していた。
2019年9月30日（29日深夜）放送分で、10月から番組をリニューアルすることが発表された。番組出演者はそのままに放送時間・曜日を移動して『HKT青春体育部!』が放送される。

## 出演者
- HKT48
- コンバット満
- 小雪
- 原口昌子（「大刀洗町のおばちゃん」、不定期出演。）
- まるお（だんごばーな）[注 1]

## スタッフ
本番組は、福岡県ローカル番組『ドォーモ』の1コーナー「プレゼン48」のリミックス版としてスタートした経緯があり、スタッフクレジットの記載はないが、「プレゼン48」に関わっていたスタッフが制作に関わっている。
第1回目からディレクター1人が番組の演出をしている。